# 恩里克·塔里奥
恩里克·塔里奥（英語：Enrique Tarrio），非洲古巴裔美国人，美国极右翼组织骄傲男孩领导人，曾担任草根组织拉丁裔支持特朗普佛罗里达州分支领导人。

## 生平
2020年参加佛罗里达州第二十七国会选区美国共和党初选，后退出。自2018年下半年接手骄傲男孩的运营。根据一名前联邦检察官和2014年联邦法院的诉讼记录，塔里奥此前曾担任联邦和地方执法部门的线人。2022年3月8日，恩里克·塔里奥被捕并受到指控，美国司法部表示他的被捕與參與2021年美国国会大厦遭冲击事件有关。2023年9月，塔里奥被判处22年监禁。特朗普在2025年1月20日宣誓就任第47任美國總統後簽署行政命令特赦超過1,500名國會騷亂事件的被告人及囚犯，在聯邦監獄服刑中的恩里克·塔里奥於翌日提前獲釋。